# Melanotaenia rubripinnis
Melanotaenia rubripinnis är en fiskart som beskrevs av Allen och Renyaan, 1998. Melanotaenia rubripinnis ingår i släktet Melanotaenia och familjen Melanotaeniidae. Inga underarter finns listade i Catalogue of Life.